# Władimir Paszuto
Władimir Tierientjewicz Paszuto (ros. Владимир Терентьевич Пашуто; ur. 19 kwietnia 1918, zm. 10 czerwca 1983) – rosyjski historyk, mediewista specjalizujący się w dziejach Wielkiego Księstwa Litewskiego i Rusi. 

## Życiorys
Ukończył studia na Uniwersytecie w Leningradzie w 1941 roku. Następnie pracownik Historii Akademii Nauk ZSRR (od 1948). W 1976 został wybrany członkiem korespondentem Radzieckiej Akademii Nauk. Był konsultantem filmu Andriej Rublow w reżyserii Andrieja Tarkowskiego (1966). 

## Wybrane publikacje
- Očerki po istorii Galicko-Volynskoj Rusi, Moskva: Izd-vo Akad. nauk SSSR 1950.
- Vnešnââ politika Drevnej Rusi, Moskva: "Nauka" 1968.
- Lietuvos valstybės susidarymas, autoriaus rankr. vertė R. Strazdūnaitė, Vilnius: Mintis 1971.
- (przedmowa) Henryk Łowmiański, Rus' i normanny, per. s pol. M. E. Byčkovoj, vstup. stat'â V. T. Pašuto, obŝ. red. V. T. Pašuto, V. L. Ânina, E. A. Mel'nikovoj, Moskva: "Progress" 1985.